# Lidlohn
Lidlohn ist im schweizerischen Familienrecht eine Entschädigung, die mündige (Gross-)Kinder unter gewissen Umständen von ihren Eltern oder Grosseltern für geleistete Arbeit im selben Haushalt fordern können. Der Begriff des Lidlohns wird im Gesetz auf Bundesebene selbst nicht verwendet. Er findet sich jedoch in den kantonalen Gesetzen, der Fachliteratur und der juristischen Fachsprache.

## Rechtliche Voraussetzungen
Das schweizerische Zivilgesetzbuch (ZGB) regelt den Lidlohn in Art. 334f. Dort hält es fest: „Mündige Kinder oder Grosskinder, die ihren Eltern oder Grosseltern in gemeinsamem Haushalt ihre Arbeit oder ihre Einkünfte zugewendet haben, können hiefür eine angemessene Entschädigung verlangen.“
Neben der Mündigkeit und der Verwandtschaft ist für die Entstehung des Anspruchs auf Lidlohn der gemeinsame Haushalt zentral. Es genügt weder, dass (Gross-)Kinder mit eigenem Haushalt in dem ihrer (Gross-)Eltern mithelfen noch, dass erstere letztere bei sich in der eigenen Wohnung aufnehmen.

## Geltendmachung
Schuldner des Lidlohns ist das Familienoberhaupt. Diese Definition ist jedoch problematisch, da der Begriff des «Familienoberhauptes» mit der Revision des Familienrechts von 1988 aus dem Gesetz verschwunden ist.
Der Lidlohn-Gläubiger wiederum ist von Gesetzes wegen gegenüber anderen Gläubigern bevorzugt. So unterliegt der Anspruch auf Lidlohn bis zum Tod des Schuldners (bzw. der Erbteilung) keiner Verjährung (Art. 334bis Abs. 3 ZGB) und der Lidlohn-Gläubiger wird im Betreibungsverfahren privilegiert behandelt.
Geltend gemacht werden kann der Lidlohn allerdings nur unter bestimmten Umständen. Es sind dies:
- Der Tod des Schuldners
- Wenn der Schuldner zu Lebzeiten bepfändet oder über ihn der Konkurs verhängt wird
- Die Aufhebung des gemeinsamen Haushalts
- Der Verkauf des gemeinsamen Betriebs

## Historischer Ursprung
Ursprünglich bezeichnete der Lidlohn die Entschädigung der Mägde und Knechte eines Bauernhofs sowie weiterer Personen, die für diesen nicht in der Form eines dauerhaften Arbeitsverhältnisses tätig wurden (wie beispielsweise Tagelöhner oder Ärzte auf Hausbesuch).

## Etymologie
Die Herkunft des Begriffs selbst konnte bereits Anfang des 19. Jahrhunderts nicht mehr genau eruiert werden. Er stammt aber wahrscheinlich entweder vom Begriff «Leute» (im Sinne dem Hof unterworfener Personen) oder «Glied» (im Sinne eines Körperteils – der Hand – als «Werkzeug», mit dem die Gegenleistung für den Lidlohn erbracht wurde) ab.